# Schloss Heeswijk

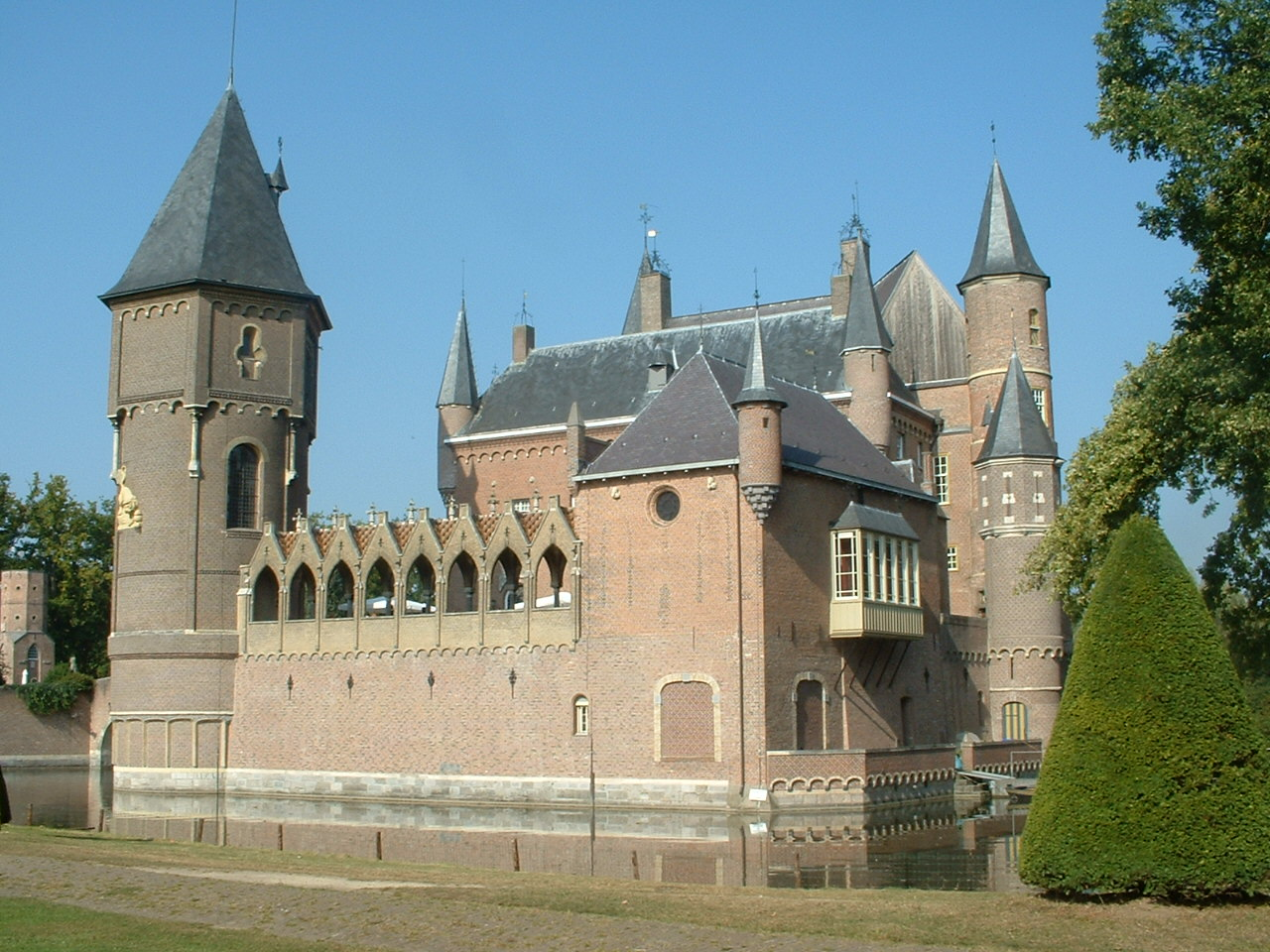
Schloss Heeswijk

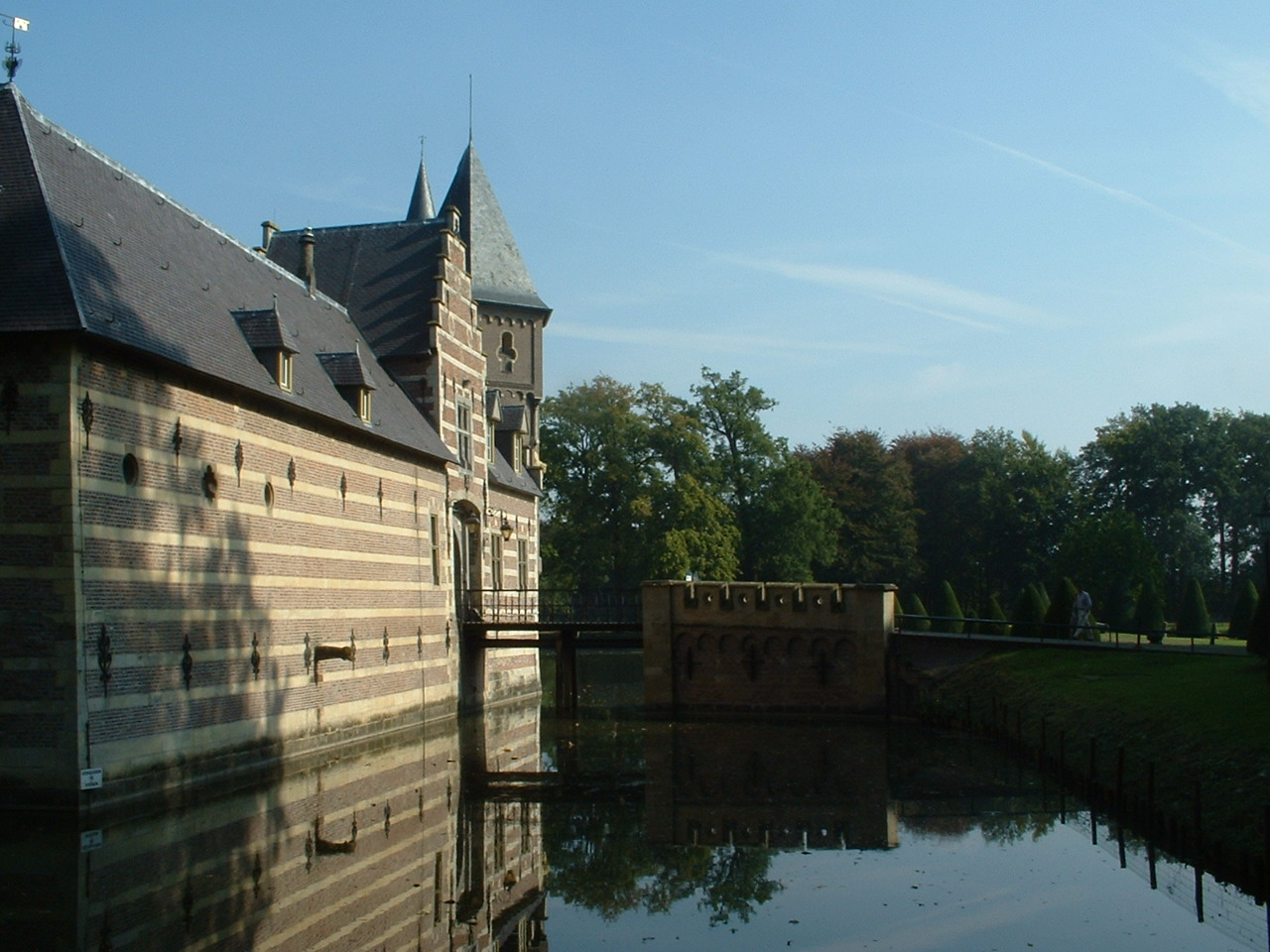
Schloss Heeswijk

Schloss Heeswijk ist ein Wasserschloss aus dem 11. Jahrhundert in der Nähe von Heeswijk, Teil der Gemeinde Bernheze, in der niederländischen Provinz Nordbrabant.

## Geschichte
Um 1080 entstand als Vorläufer der heutigen Schlossanlage eine Motte. Im Laufe des Mittelalters wurde diese Motte eingeebnet und anstatt der Burg ein Schloss errichtet.
Während des Achtzigjährigen Krieges wurde Schloss Heeswijk um 1600 zweimal erfolglos von Truppen unter dem Kommando von Moritz von Oranien belagert. Sein Nachfolger und Halbbruder Friedrich Heinrich war erfolgreicher und eroberte das Schloss 1629, so dass er anschließend die Stadt Herzogenbusch belagern konnte.
Im Verlauf seines Krieges gegen die Republik der Sieben Vereinigten Provinzen logierte der französische König Ludwig XIV. 1672 im Schloss Heeswijk.
Im Winter 1794/1795 wurde Schloss Heeswijk von Jean-Charles Pichegru, General der französischen Revolutionstruppen, als Hauptquartier benutzt.
Der Gouverneur der Provinz Nordbrabant Andreas van den Bogaerde van Terbrugge kaufte das in Verfall geratene Schloss 1835 und begann dessen Umbau. Das Schloss wurde um einen Waffensaal und den Eisenturm (IJzertoren) erweitert, um van den Bogaerde van Terbrugges wachsende Kunst- und Kuriositätensammlung sowie die seiner Söhne, Louis und Donat, zu beherbergen.

## Heutige Nutzung
Die letzte Renovierung des Schlosses fand 2005 statt. Im Schlossmuseum werden die Wohngegebenheiten und die Sammlertradition Mitte des 19. Jahrhunderts wiedergegeben. Nach der Restaurierung werden wieder Führungen des Schlosses angeboten. Der Waffensaal wird von der Gemeinde Bernheze als Standesamt genutzt. Die unter dem Innenhof gelegenen Kellergewölbe werden als Partyräume benützt, das Kutscherhaus als Kongresszentrum und Bildungszentrum.